# هاوکر سیدلی نمرود آر۱
هاوکر سیدلی نمرود آر۱ (به انگلیسی: Hawker Siddeley Nimrod R1) یک هواگرد شنود الکترونیک بود که توسط نیروی هوایی سلطنتی بریتانیا مورد استفاده قرار می‌گرفت. این هواپیما مدل تبدیل شده هواگرد گشت دریایی نمرود بود که تمام وسایل الکترونیکی و تسلیحات به منظور مبارزه علیه زیردریایی و ضد کشتی و بهینه‌سازی و جستجو و نجات، با تجهیزاتی برای جمع‌آوری اطلاعات ارتباطات و اطلاعات الکترونیکی جایگزین شد.